# Premier de Wuhan 2018
El Wuhan Tennis Open 2018 fue un torneo de tenis jugado en canchas duras al aire libre. Fue la quinta edición del Wuhan Tennis Open, y parte de la Serie Premier 5 del WTA Tour 2018. Se llevó a cabo en Wuhan (China) del 23 al 29 de septiembre de 2018.

## Puntos y premios

### Distribución de puntos
| Evento     | G   | F   | SF  | CF  | Ronda de 16 | Ronda de 32 | Ronda de 64 | Q  | Q2 | Q1 |
| Individual | 900 | 585 | 350 | 190 | 105         | 60          | 1           | 30 | 20 | 1  |
| Dobles     | 900 | 585 | 350 | 190 | 105         | 1           | —           | —  | —  | —  |

### Premios monetarios
| Evento     | G        | F        | SF       | CF      | Ronda de 16 | Ronda de 32 | Ronda de 64 | Q2     | Q1     |
| Individual | $471 700 | $235 520 | $117 770 | $54 230 | $26 900     | $13 790     | $7 090      | $3 955 | $2 040 |
| Dobles     | $135 000 | $68 200  | $33 635  | $16 990 | $8 600      | $4 255      | —           | —      | —      |

## Cabezas de serie

### Individuales femenino
| N.º | Clasif | Jugadora           | Puntos antes | Puntos a defender | Puntos ganados | Puntos después | Actuación en el torneo                              |
| --- | ------ | ------------------ | ------------ | ----------------- | -------------- | -------------- | --------------------------------------------------- |
| 1   | 1      | Simona Halep       | 8061         | 1                 | 1              | 8061           | Segunda ronda, perdió ante Dominika Cibulková       |
| 2   | 2      | Caroline Wozniacki | 5506         | 1                 | 105            | 5610           | Tercera ronda, perdió ante Mónica Puig [Q]          |
| 3   | 3      | Angelique Kerber   | 5295         | 1                 | 105            | 5399           | Tercera ronda, perdió ante Ashleigh Barty [16]      |
| 4   | 4      | Caroline Garcia    | 4725         | 900               | 1              | 3826           | Segunda ronda, perdió ante Kateřina Siniaková [Q]   |
| 5   | 5      | Petra Kvitová      | 4585         | 1                 | 105            | 4689           | Tercera ronda, perdió ante Anastasia Pavlyuchenkova |
| 6   | 6      | Elina Svitolina    | 4555         | 0                 | 1              | 4556           | Segunda ronda, perdió ante Aryna Sabalenka          |
| 7   | 7      | Naomi Osaka        | 4390         | 1                 | 0              | 4389           | Baja                                                |
| 8   | 8      | Karolína Plíšková  | 4475         | 190               | 1              | 4286           | Segunda ronda, perdió ante Qiang Wang [WC]          |
| 9   | 9      | Sloane Stephens    | 3912         | 1                 | 1              | 3912           | Primera ronda, perdió ante Anett Kontaveit          |
| 10  | 10     | Jeļena Ostapenko   | 3537         | 350               | 1              | 3188           | Primera ronda, perdió ante Daria Gavrilova          |
| 11  | 11     | Julia Görges       | 3730         | 60                | 60             | 3760           | Segunda ronda, perdió ante Sofia Kenin              |
| 12  | 12     | Kiki Bertens       | 3630         | 60                | 60             | 3630           | Segunda ronda, perdió ante Anastasia Pavlyuchenkova |
| 13  | 13     | Daria Kasátkina    | 3355         | 105               | 105            | 3355           | Tercera ronda, perdió ante Dominika Cibulková       |
| 14  | 14     | Garbiñe Muguruza   | 3200         | 190               | 105            | 3115           | Tercera ronda, perdió ante Kateřina Siniaková [Q]   |
| 15  | 15     | Elise Mertens      | 3170         | 60                | 1              | 3111           | Primera ronda, perdió ante Aliaksandra Sasnovich    |
| 16  | 17     | Ashleigh Barty     | 2850         | 585               | 350            | 2615           | Semifinales, perdió ante Aryna Sabalenka            |

- Ranking del 17 de septiembre de 2018.[2]

### Dobles femenino
| Tenista                            | Ranking | Preclasificada |
| Tímea Babos Kristina Mladenovic    | 6       | 1              |
| Andrea Hlaváčková Barbora Strýcová | 18      | 2              |
| Gabriela Dabrowski Yifan Xu        | 27      | 3              |
| Andreja Klepač María José Martínez | 28      | 4              |
| Elise Mertens Demi Schuurs         | 30      | 5              |
| Nicole Melichar Květa Peschke      | 31      | 6              |
| Hao-Ching Chan Yang Zhaoxuan       | 49      | 7              |
| Yung-Jan Chan Lucie Hradecká       | 51      | 8              |

## Campeonas

### Individual femenino
Aryna Sabalenka venció a  Anett Kontaveit por 6-3, 6-3

### Dobles femenino
Elise Mertens /  Demi Schuurs vencieron a  Andrea Hlaváčková /  Barbora Strýcová por 6-3, 6-3